# Scoglio delle Sirene
Lo Scoglio delle Sirene è un'isola dell'Italia appartenente all'arcipelago delle isole Eolie, in Sicilia.
Amministrativamente appartiene a Lipari, comune italiano della città metropolitana di Messina.
Si trova all'imboccatura del Porto di Ponente, nell'isola di Vulcano.

## Voci correlate

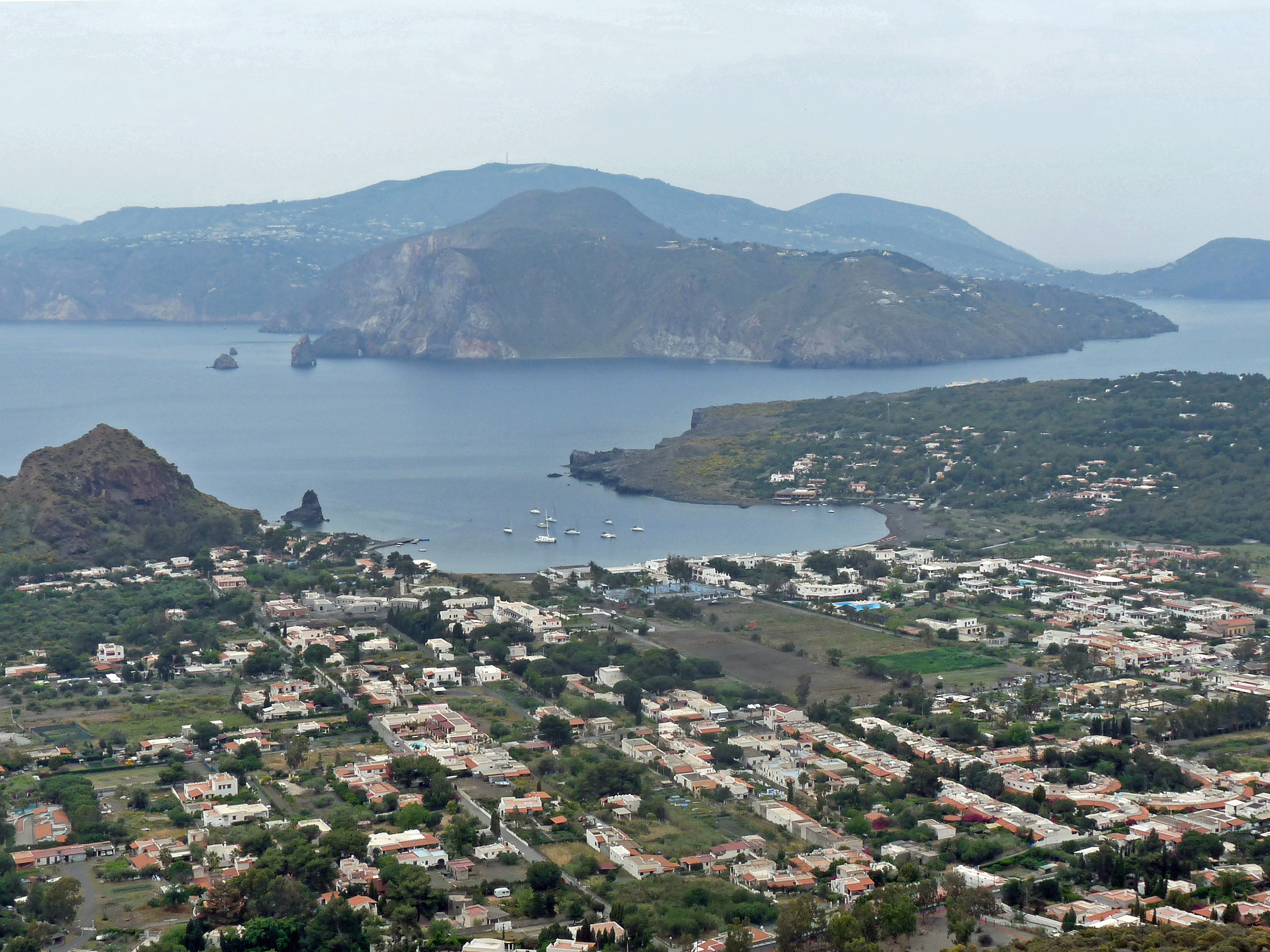
Il porto di Ponente di Vulcano. Lo Scoglio delle Sirene è visibile all'imboccatura del golfo. Sullo sfondo l'isola di Lipari
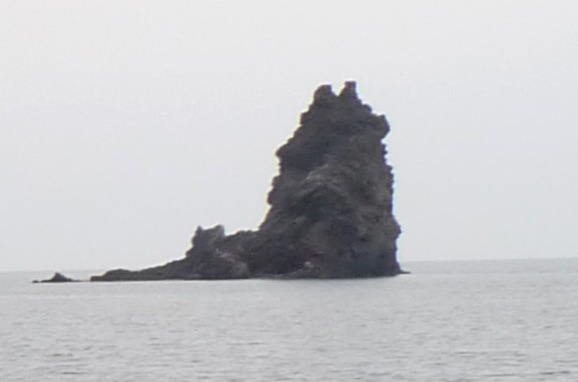
Lo Scoglio delle Sirene